# Disco3
| Оценки критиков | Оценки критиков |
| Источник        | Оценка          |
| --------------- | --------------- |
| Sputnikmusic    | [ 1 ]           |

DISCO3 — третий альбом ремиксов американской группы HEALTH. Помимо ремиксов на треки с альбома DEATH MAGIC за авторством разных исполнителей, на альбоме есть три оригинальных трека HEALTH: «EUPHORIA», «SLUM LORD» и «CRUSHER».
Участники группы анонсировали альбом во время «обратного телемарафона» на странице Funny Or Die в Facebook, который был проведён совместно с актёром Поли Шором. В течение трансляции слушатели группы могли отправить сообщение на «горячую линию HEALTH» (номер можно было найти в музыкальных клипах группы, например, в «NEW COKE»), а затем участники коллектива перезванивали слушателям, благодарили за поддержку и сообщали о том, что DISCO3 уже вышел.

## Список песен
1. «EUPHORIA» — 3:27
2. «MEN TOMORROW (Preoccupations RMX)» — 2:00
3. «SLUM LORD» — 3:01
4. «CRUSHER» — 3:21
5. «COURTSHIP II (Roly Porter RMX)» — 3:47
6. «SALVIA (Marcus Whale RMX)» — 1:33
7. «VICTIM II» — 2:00
8. «VICTIM (Born in Flamez RMX)» — 2:54
9. «DARK ENOUGH (Vessel RMX)» — 3:06
10. «LIFE (Purity Ring RMX)» — 3:25

## DISCO3+
По традиции, которая началась на первом альбоме с ремиксами HEALTH//DISCO, а затем была продолжена в DISCO2, в DISCO3 содержится часть с дополнительными ремиксами, которые входят в DISCO3+. Они доступны в виде загружаемых MP3-файлов (код на загрузку содержится во вкладыше диска), присутствуют на пластинке, а также с 16 июля 2017 года доступны для покупки в цифровых магазинах (например, в iTunes Store или Google Play) отдельно.

### Список песен
1. «L.A. LOOKS (Guardian RMX)» — 4:19
2. «DARK ENOUGH (CFCF RMX)» — 5:18
3. «LIFE (Phantoms RMX)» — 5:25
4. «STONEFIST (BOYS NOIZE x HEALTH x EMPRESS OF :: STONEFIST RMX)» — 4:21
5. «MEN TODAY (JK Flesh RMX)» — 3:39
6. «STONEFIST (CHARGE IT TO THA GAME RMX)» — 2:04
7. «FLESH WORLD (UK) (Xiu Xiu RMX)» — 1:42
8. «DRUGS EXIST (Pictureplane RMX)» — 4:40